# Antypsychologizm
Antypsychologizm (z gr. anti – przeciw, psyche – dusza, logos – nauka) – stanowisko opozycyjne wobec psychologizmu, zapoczątkowane z końcem XIX wieku, a upowszechnione w XX wieku.

## Przedstawiciele
Przedstawicielami poglądów antypsychologicznych byli m.in. Wilhelm Windelband, Paul Natorp, Gottlob Frege, Edmund Husserl i Karl Popper.

## Poglądy
Antypsychologizm oponuje przeciw utożsamianiu przedmiotu badań teorii poznania, logiki i innych nauk (apriorycznych i humanistycznych) z przedmiotem badań psychologii. Antypsychologizm przeciwstawia się metodom badawczym psychologii, wskazując, iż ich stosowanie prowadzi m.in. do dezinterpretacji pojęć i praw logiki oraz takich konsekwencji teoriopoznawczych, jak: subiektywizm, relatywizm i sceptycyzm. Antypsychologizm należy traktować jako wyraz szerszego stanowiska antynaturalistycznego.